# Salix pedicellata
Salix pedicellata (popularmente conocida como bimi aunque no debe confundirse con la verdura también llamada bimi) es una especie de sauce perteneciente a la familia de las salicáceas. Se encuentra en Europa.

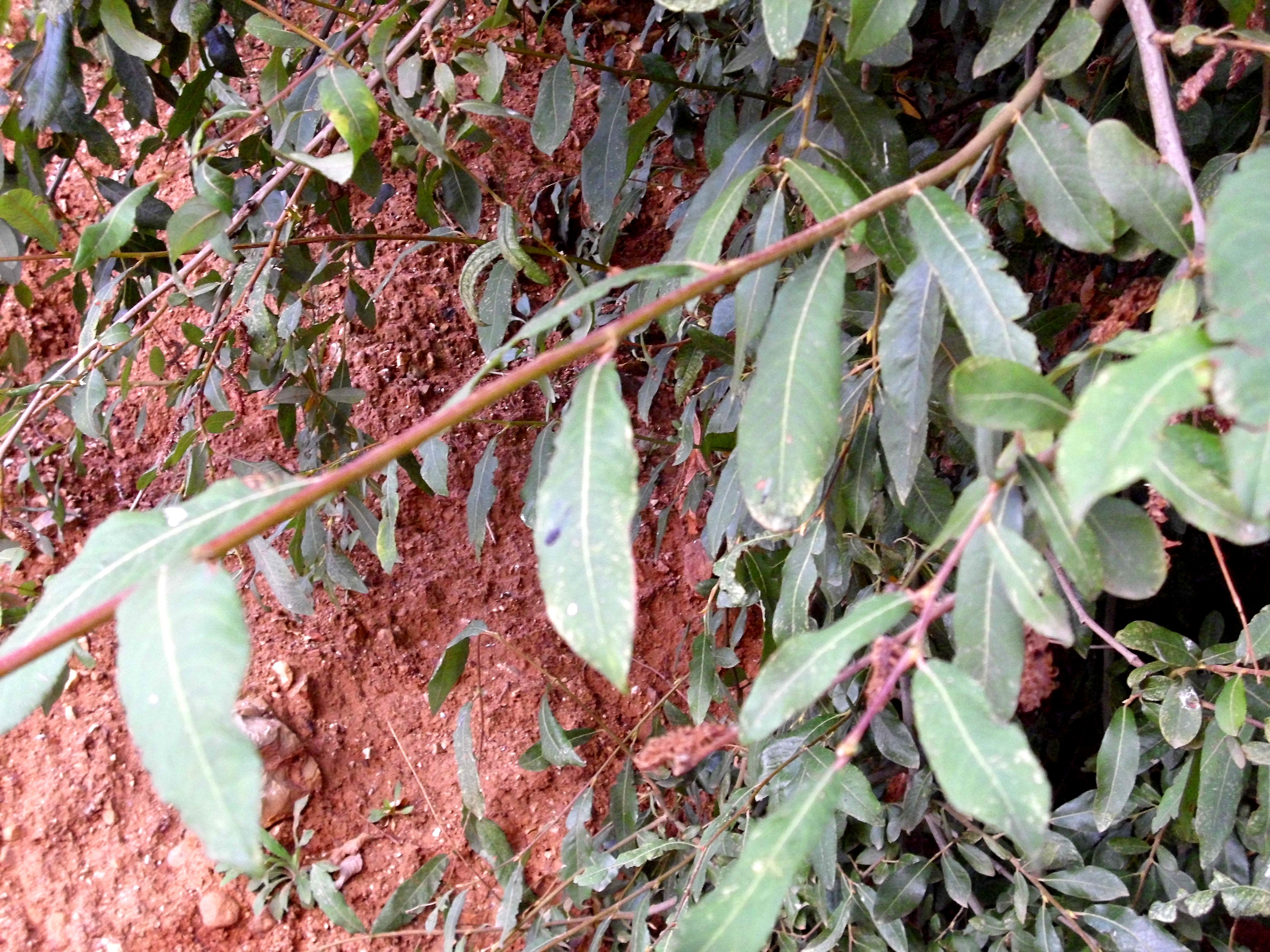
Detalle de la hoja

## Descripción
Es un arbusto o árbol que alcanza un tamaño de hasta 8 m de altura, de corteza gris, lisa o ligeramente reticulada. Los tallos generalmente nodosos, de pardo-rojizos a pardo-negruzcos, glabros si los entrenudos son largos o algo pubescentes si son muy cortos. Espacios axilares y yemas generalmente pubescentes. Las hojas con limbo de 4-10 x 13,5 cm, de oblongo a oblanceolado, de entero a dentado, con haz glabro o glabrescente y envés pubescente. Estípulas subcordadas. Amentos de 2-7 cm, pedunculados, precoces, laxos; los femeninos dejando ver el eje en la fructificación, densamente tomentosos antes de la antesis, los masculinos sin tomento o con tomento que deja ver claramente las brácteas antes de la antesis. Brácteas de 1,2-1,8 mm, oblongas, pubescentes o glabras, rodeando la base de las piezas fértiles, generalmente atropurpúreas o con el extremo pardo-rojizo. Flores masculinas con 1 nectario y 2 estambres libres con filamentos muy poco pubescentes en la base. Flores femeninas con 1 nectario y ovario glabro. Cápsula con pedicelo de 3-5 veces más largo que el nectario.

## Hábitat y distribución geográfica
Circum-mediterránea. En la Península ibérica, en la mitad sur de Andalucía en los bordes de cursos de agua y suelos muy húmedos, en la Sierra Norte, Aracena, Campiña de Huelva, Aljarafe, Vega, Los Alcores, Campiña Alta, Grazalema y Algeciras. Citado en la Provincia de Soria (Suellacabras, El Espino). Es considerada como especie vulnerable en la Región de Murcia

## Taxonomía
Salix pedicellata fue descrita por René Louiche Desfontaines y publicado en Flora Atlantica, 2: 362, en el año 1799.
Etimología
Salix: nombre genérico latino para el sauce, sus ramas y madera.
pedicellata: epíteto latino que significa "pedicelada".
Sinonimia
- Salix aurita var. pedicellata (Desf.) Fiori
- Salix cinerea var. pedicellata (Desf.) Moris
- Salix nigricans var. pedicellata (Desf.) Bertol

## Nombres comunes
- Castellano: balsa, balsero, bardaguera, bimbral, bimbre, bimbrera, bimbrero, bimbria, bime, bimi, blima, blimal, brimbal, brimbe, brimbi, brimbia, brimbial, brimbria, bringa, celgatillo, corriza, corriza de paleiro, corrizo de paleiro, fusera, gatitos, membreño, mimbre, mimbre común, mimbre francisca, mimbrera, narcal, palera, perritos, salgueira, salguero, sanz, sao, sarga, sauce, sauz, vara francisca, vimbre, vimbrera, zaragatillo, zaragato.[7]